# Schewtschenkiwske (Krywyj Rih)
Schewtschenkiwske (ukrainisch Шевченківське; russisch Шевченковское Schewtschenkowskoje) ist ein Dorf im Westen der ukrainischen Oblast Dnipropetrowsk im Rajon Krywyj Rih mit etwa 1050 Einwohnern.
Das 1930 gegründete Dorf hieß bis 1944 Molotschne (ukrainisch Молочне), danach bis zum 12. Mai 2016 Ordschonikidse (ukrainisch Орджонікідзе) und erhielt dann, nach dem ukrainischen Nationaldichter Taras Schewtschenko, den heutigen Namen. Schewtschenkiwske liegt am Ufer der Saksahan im Nordosten des Rajon Krywyj Rih im Eisenerzbecken Krywbass 45 km nordöstlich des Stadtzentrums der Rajonshauptstadt Krywyj Rih, zu dessen Agglomeration es zählt.
Am 12. Juni 2020 wurde das Dorf zum Zentrum der neugegründeten Landgemeinde Hlejuwatka, bis dahin bildete es zusammen mit den Dörfern Kamjane Pole (ukrainisch Кам'яне Поле), Lissowe (ukrainisch Лісове), Nowopokrowka (ukrainisch Новопокровка), Selene Pole (ukrainisch Зелене Поле) und Wyssoke Pole (ukrainisch Високе Поле) die gleichnamige Landratsgemeinde Schewtschenkiwske (Шевченківська сільська рада/Schewtschenkiwska silska rada) im Nordosten des Rajons Krywyj Rih.